# 堀原運動公園野球場
堀原運動公園野球場（ほりはらうんどうこうえんやきゅうじょう）は、茨城県水戸市の堀原運動公園内にある野球場。メディアによっては茨城県営球場とも表記される。

## 歴史
1953年3月31日開設。
プロ野球公式戦も1950年代には開催されたことがあるが、2018年終了時点で最後に開催された公式戦は1962年4月12日の東映フライヤーズ対南海ホークス戦である。
1983年9月20日におこなわれた第38回全国軟式野球大会の決勝戦（ライト工業対田中病院）では、午前8時50分の開始から延長44回まで決着がつかず、45回表にライト工業が1点を挙げ、8時間19分を要して優勝した。
1990年に刊行された書籍では、両翼は90m、中堅は113mとされ、将来の計画として「グラウンドの拡張」と記載されていた。2016年現在の公式サイトでの数値はいずれも1990年当時を上回っている。2017年冬から防球ネットの設置工事が始まっている。
ベースボール・チャレンジ・リーグ（ルートインBCリーグ）の茨城アストロプラネッツが2020年に公式戦3試合（うち1試合は巨人3軍との交流戦）を開催する予定だったが、新型コロナウイルスの感染拡大に伴って日程が変更され（巨人3軍との交流戦は取りやめ）、開催はなかった。2021年は改めて日程に組まれ、6月20日の対埼玉武蔵ヒートベアーズ戦が初の公式戦となった。2022年も1試合が開催されたが、2023年は当初より設定がなかった。

## プロ野球公式戦開催実績
2018年終了時点で18試合を開催。内訳はセ・リーグ4試合、パ・リーグ14試合。
- 1952年7月26日 東急フライヤーズ 2-3 大映スターズ
- 1953年8月9日 毎日オリオンズ 0-4 西鉄ライオンズ
- 1954年6月8日 大映スターズ 7-6 西鉄ライオンズ
- 1954年7月25日 毎日オリオンズ 4-3 西鉄ライオンズ
- 1955年4月17日 大映スターズ 1-7、1-2 西鉄ライオンズ（ダブルヘッダー）
- 1955年7月31日 大洋松竹ロビンス 1-0 大阪タイガース
- 1955年8月30日 読売ジャイアンツ 2-0 国鉄スワローズ
- 1956年4月3日 大映スターズ 0-5 阪急ブレーブス、高橋ユニオンズ 3-7 西鉄ライオンズ（変則ダブルヘッダー）
- 1956年4月24日 読売ジャイアンツ 10-2 国鉄スワローズ
- 1956年8月23日 高橋ユニオンズ 6-5、3-7 南海ホークス（ダブルヘッダー）
- 1957年4月14日 毎日オリオンズ 2-0、0-1 大映ユニオンズ（ダブルヘッダー）
- 1957年6月11日 大洋ホエールズ 2-1 中日ドラゴンズ
- 1959年5月9日 大毎オリオンズ 7-6 阪急ブレーブス
- 1962年4月12日 東映フライヤーズ 4-3 南海ホークス

## 施設データ
- 敷地面積：22,889.6平方m
- スコアボード:パネル式

## 交通アクセス
- 水戸駅より茨城交通バス「武道館前」下車すぐ、「茨大前営業所」下車徒歩2分、「茨大前」下車徒歩約5分